# Тамарова, Нина Васильевна
Нина Васильевна Тамарова (укр. Ніна Василівна Тамарова; 3 (16) ноября 1900, Новочеркасск — 8 июля 1983, Харьков) — советская актриса театра и кино, народная артистка Украинской ССР (1957).

## Биография
В 1920—1922 годах служила в театре Новочеркасска. В 1920—1930-е годы работала в различных городах СССР. Работая в Орджоникидзе, оказала влияние на будущую актрису Т. Х. Кариаеву. «Кроме того, я задолго до поступления в театр увидела, как актёр работает над ролью… <…> Она спустилась в парк, прошла в его самый дальний и глухой угол, который в то время назывался „Стрелка“ <…> Сначала Тамарова читала молча, постепенно стала шептать, затем говорить громко, дополняя слова жестами. <…> Я видела, как все больше наполнялись чувством слова роли и была захвачена этим процессом настолько, что, когда Тамарова, вскрикнув „нет!“, упала на колени в траву и, обняв скамью, разрыдалась я, конечно зарыдала тоже».
С 1939 года — актриса Харьковского академического русского драматического театра. Исполняла следующие роли: Маша («Три сестры»), Фреда («Опасный поворот»), Диана («Собака на сене»), Панова («Любовь Яровая»), Глафира («Волки и овцы»), Лаврецкая («Дворянское гнездо»), Катарина («Укрощение строптивой»), Бабушка («Деревья умирают стоя») и др.
Помимо работы в театре снялась в фильме «Максим Перепелица» в роли Явдохи.